# Revolution Radio
Revolution Radio es el duodécimo álbum de estudio de la banda estadounidense de punk rock Green Day, salió a la venta el 7 de octubre de 2016 (aunque algunas tiendas en Estados Unidos lo comenzaron a vender a partir del 4 de octubre).  El primer sencillo, "Bang Bang", fue estrenado el 11 de agosto de 2016. Antes del lanzamiento del álbum, las canciones "Revolution Radio", y "Still Breathing" también fueron lanzados, el 9 y 23 de septiembre, respectivamente. En la fecha de lanzamiento del álbum, el video oficial de "Youngblood" fue cargado en su sitio web. El 12 de octubre, se lanzó un video lírico para la canción "Ordinary World". El 19 de octubre, otro video lírico fue lanzado: la canción "Say Goodbye". El 7 de noviembre, un video musical fue lanzado para "Still Breathing". Es el primer álbum de Green Day desde 21st Century Breakdown (2009) grabado como un trío, después de que Jason White volvió a ser un miembro de gira en 2016. Es también el primer álbum desde Warning sin llevar la pegatina de Aviso Parental, a pesar de que la canción "Youngblood" sea explícita. 
El álbum recibió críticas positivas de los críticos musicales y vendió 95 000 unidades en su primera semana en EE.UU. debutando en el número uno en el Billboard 200. Revolution Radio también debutó en el número uno en el Reino Unido, Irlanda, Italia y Nueva Zelanda.

## Antecedentes
Comenzaron a trabajar en el álbum después de un descanso de dos años, tras la publicación de ¡Tré! de 2012. El cantante y guitarrista Billie Joe Armstrong declaró que el primer sencillo, 'Bang Bang' es "sobre la cultura del tiroteo masivo que ocurre en América mezclado con los medios sociales narcisista." Armstrong también declaró que el álbum está destinado a reflejar el estado actual de caos en los Estados Unidos, con los fusilamientos en masa y las elecciones.

## Recepción

### Recepción crítica
Revolution Radio ha recibido críticas positivas por parte de los críticos musicales. En Metacritic, que asigna una calificación a base de 100, tiene una puntuación promedio de 72 de 100, lo que indica "generalmente comentarios favorables" basado en 27 revisiones.
Aaron Burgess, de Alternative Press, observó: "Es la primera vez en años que Green Day no ha tenido todas las respuestas, pero como una declaración sobre cómo se siente realmente luchar, es lo más cercano a la verdad que han obtenido". ] Gwilym Mumford de The Guardian declaró "[después de sus últimos álbumes] la banda ha decidido volver a lo básico: Revolution Radio es su trabajo más centrado en años. El sencillo principal 'Bang Bang' da el tono, con una reflexión cáustica de la psicosis de un tirador masivo ".

### Recepción comercial
Revolution Radio debutó en el número uno de la US Billboard 200 con 95 000 copias vendidas. El álbum también debutó en el número uno en el Reino Unido, Irlanda, Italia y Nueva Zelanda. En su primera semana vendió 30 880 copias en el Reino Unido. El álbum se ubicó en el número 10 en Estados Unidos en su segunda semana con 21 000 unidades. Ha vendido 118 000 copias en las primeras tres semanas.

## Lista de canciones
Todas las letras de Billie Joe Armstrong, toda la música compuesta por Green Day.
| N.º   | Título                                                                                        | Duración                  |  |
| 1.    | «Somewhere Now»                                                                               | 4:08                      |  |
| 2.    | «Bang Bang»                                                                                   | 3:25                      |  |
| 3.    | «Revolution Radio»                                                                            | 3:00                      |  |
| 4.    | «Say Goodbye»                                                                                 | 3:39                      |  |
| 5.    | «Outlaws»                                                                                     | 5:02                      |  |
| 6.    | «Bouncing Off the Wall»                                                                       | 2:40                      |  |
| 7.    | «Still Breathing»                                                                             | 3:44                      |  |
| 8.    | «Youngblood»                                                                                  | 2:32                      |  |
| 9.    | «Too Dumb to Die»                                                                             | 3:23                      |  |
| 10.   | «Troubled Times»                                                                              | 3:04                      |  |
| 11.   | «Forever Now - I. "I'm Freaking Out" - II. "A Better Way to Die" - III. "Somewhere (Reprise)» | 6:52 - 1:57 - 1:47 - 3:08 |  |
| 12.   | «Ordinary World»                                                                              | 3:00                      |  |
| 44:29 |                                                                                               |                           |  |

| Versión de Japón |                                                                             |          |  |
| N.º              | Título                                                                      | Duración |  |
| 13.              | «Letterbomb» (Live from Chula Vista, California on 2 de septiembre de 2010) | 4:34     |  |
| 49:03            |                                                                             |          |  |

## Personal
Green Day
- Billie Joe Armstrong – Vocalista, Guitarra
- Mike Dirnt – Bajo eléctrico, Coros
- Tré Cool – Batería, percusión

Otros
- Green Day – Producción
- Chris Dugan – Ingeniero[4]
- Andrew Scheps – Mezclador[4]
- Eric Boulanger - Remasterización[4]